# 격포초등학교
격포초등학교는 대한민국 전북특별자치도 부안군에 있는 공립 초등학교이다.

## 학교 연혁
- 1935년 5월 25일: 격포간이학교 설립인가
- 1946년 4월 1일: 격포국민학교 개교

## 참고 자료
- 격포초등학교 - 한국교육학술정보원 학교알리미